# Трикутний будинок (Сан-Паулу)
23°32′56″ пд. ш. 46°38′05″ зх. д. / 23.548861111111° пд. ш. 46.634666666667° зх. д.

Трикутний будинок

Трикутний будинок (порт. Edifício Triângulo) — офісне приміщення, розташоване в центрі Сан-Паулу, на перетині вулиць Жозе Боніфаціо і Квентіна Бокаюва. Будівля побудована за проектом Оскара Німейера в 1955 році, на замовлення Національного Банку Нерухомості, організації, яка займається інвестуванням у житлове будівництво економ-класу, а також торгово-офісних будівель.
Спочатку було заплановано хмарочос в стилі Манхеттен, використовувати у вікнах три види скла, встановити жалюзі, однак проект кілька разів змінювався. Стіни головного входу були декоровані бразильським художником Ді Кавальканті.